# Équipe des Palaos de football
L'équipe des Palaos de football est constituée par une sélection des meilleurs joueurs paluans  sous l'égide de la Fédération des Palaos de football.
L'équipe nationale des Palaos n'est pas membre de la FIFA ni associée à l'OFC. Elle ne peut pas participer à la Coupe du monde ou à la Coupe d'Océanie, mais participe aux Jeux du Pacifique et aux Jeux de la Micronésie.
Les Palaos disputent ses rencontres à domicile au National Stadium, situé à Koror, la plus grande ville du pays.

## Histoire
Le football est introduit aux Palaos dans les années 1970. 
À partir de mars 1987, les Palaos participent à la Coupe des champions d'Océanie 1987 qui a lieu en Australie. Sans surprise, les Palaos sont éliminés par le Vanuatu au premier tour de la compétition. Pendant une décennie les Palaos ne font plus parler d'eux.
En 1998, les Palaos sont invités à participer à un tournoi d'exhibition en parallèle des Jeux de la Micronésie. Les Palaos commencent le tournoi en remportant les deux premiers matches contre Yap et Chuuk, par la suite ils perdent les trois matches suivant, avec des scores écrasants contre les Palaos B, Guam et les Îles Mariannes du Nord, les Palaos sur le podium en remportant la troisième place du tournoi face à l'équipe des Palaos B, grâce à l'attaquant Stephen Stefano qui réalise un quintuplé.
En 2002, PFA a été officiellement formé et devient une fédération dans le cadre du Comité national olympique des Palaos.
En 2006, la fédération des Palaos est associée à l'OFC.
En 2008, une demande d'adhésion est présentée à la Fédération de football d'Asie de l'Est (EAFF), mais aucune suite ne sera donnée.
En 2009, les Palaos envoient une demande à la Confédération asiatique de football afin de devenir membre de la fédération ; une fois de plus la demande est rejetée.
La fédération des Palaos de football lance des projets pour développer le football dans le pays : programmes pour la jeunesse, formations sportive, création d'une ligue, développement de l'équipe nationale, des structures adéquate pour des rencontres internationales.
En 2012, le président de la Fédération des Palaos de football (PFA) est Charles Reklai Mitchell.
En 2014, le président de la Fédération des Palaos de football (PFA) Charles Reklai Mitchell est réélu. Quelques mois plus tard, l'équipe des Palaos participe au premier tournoi de football des Jeux de la Micronésie, 16 ans après un tournoi d'exhibition. Les Palaos commencent mal en perdant leur premier match contre Pohnpei, le second match est remporté facilement contre Chuuk et l'équipe termine la phase de poule par un match nul face à Yap. Pour la première fois les Palaos atteint la finale en affrontant Pohnpei. L'équipe des Palaos finit la compétition à la deuxième place.

## Tournoi de football aux jeux de la Micronésie
- 1998 : Troisième
- 2014 : Finaliste
- 2018 : Troisième

## Match par adversaire
| No | Date            | Lieu                                 | Équipe | Résultat | Adversaire             |
| -- | --------------- | ------------------------------------ | ------ | -------- | ---------------------- |
| 1  | 7 mars 1987     | Adélaïde, Australie                  | Palaos | 2 - 6    | Vanuatu                |
| 2  | 7 juillet 1998  | Koror, Palaos                        | Palaos | 7 - 1    | Pohnpei                |
| 3  | 9 juillet 1998  | Koror, Palaos                        | Palaos | 7 - 1    | Yap                    |
| 4  | 30 juillet 1998 | Koror, Palaos                        | Palaos | 3 - 8    | Palaos B               |
| 5  | 1er août 1998   | Koror, Palaos                        | Palaos | 2 - 15   | Guam                   |
| 6  | 2 août 1998     | Koror, Palaos                        | Palaos | 1 - 12   | Îles Mariannes du Nord |
| 7  | 3 août 1998     | Koror, Palaos                        | Palaos | 6 - 3    | Palaos B               |
| 8  | 25 juillet 2014 | Pohnpei, États fédérés de Micronésie | Palaos | 1 - 3    | Pohnpei                |
| 9  | 26 juillet 2014 | Pohnpei, États fédérés de Micronésie | Palaos | 5 - 0    | Chuuk                  |
| 10 | 28 juillet 2014 | Pohnpei, États fédérés de Micronésie | Palaos | 2 - 2    | Yap                    |
| 11 | 29 juillet 2014 | Pohnpei, États fédérés de Micronésie | Palaos | 1 - 3    | Pohnpei                |
| 12 | 23 juillet 2018 | États fédérés de Micronésie          | Palaos | 1 - 2    | Pohnpei                |
| 13 | 24 juillet 2018 | États fédérés de Micronésie          | Palaos | 1 - 0    | Chuuk                  |
| 14 | 25 juillet 2018 | États fédérés de Micronésie          | Palaos | 1 - 2    | Yap                    |
| 15 | 26 juillet 2018 | États fédérés de Micronésie          | Palaos | 1 - 0    | Chuuk                  |

## Bilan par sélections nationales rencontrées

### Nations rencontrées
| Adversaire             | Joués | Victoires | Matchs nuls | Défaites | Buts pour | Buts contre |
| ---------------------- | ----- | --------- | ----------- | -------- | --------- | ----------- |
| Guam                   | 1     | 0         | 0           | 1        | 2         | 15          |
| Vanuatu                | 1     | 0         | 0           | 1        | 2         | 6           |
| Îles Mariannes du Nord | 1     | 0         | 0           | 1        | 1         | 12          |
| Total                  | 3     | 0         | 0           | 3        | 5         | 33          |

### Autres sélections rencontrées
| Adversaire | Joués | Victoires | Matchs nuls | Défaites | Buts pour | Buts contre |
| ---------- | ----- | --------- | ----------- | -------- | --------- | ----------- |
| Pohnpei    | 4     | 1         | 0           | 3        | 10        | 9           |
| Yap        | 3     | 1         | 1           | 1        | 10        | 4           |
| Chuuk      | 3     | 3         | 0           | 0        | 7         | 0           |
| Palaos B   | 2     | 1         | 0           | 1        | 9         | 11          |
| Total      | 12    | 6         | 1           | 5        | 36        | 25          |

## Les meilleurs buteurs
| Rang | Joueur                  | Buts | Sél. | Période |
| ---- | ----------------------- | ---- | ---- | ------- |
| 1    | Ethan Benais            | 6    | 4    | 1998    |
| 2    | Stephen Stefano         | 5    | 6    | 1998    |
| 3    | Charles Reklai Mitchell | 3    | 4    | 2014    |
| 4    | Armando Canseco         | 2    | 4    | 2014    |
| 5    | Robert Bishop           | 1    | 4    | 2014    |
| 5    | Mohosin Miah            | 1    | 4    | 2014    |
| 5    | Cristian Nicolescu      | 1    | 4    | 2014    |

L'équipe de Chuuk a marqué contre son camp lors du match Palaos-Chuuk (victoire 5-0 des Palaos).

## Sélectionneurs de l'équipe des Palaos
Mise à jour le 3 janvier 2016.
| Sélectionneurs   | Période | Matchs | Gagnés | Nuls | Perdus | Gagnés % |
| ---------------- | ------- | ------ | ------ | ---- | ------ | -------- |
| Emmanuel Okoduwa | 1998    | 6      | 3      | 0    | 3      | 50       |
| Lukeson Sifix    | 2014    | 4      | 1      | 1    | 2      | 25       |